# Letestudoxa bella
Letestudoxa bella Pellegr. – gatunek rośliny z rodziny flaszowcowatych (Annonaceae Juss.). Występuje naturalnie w Gabonie i Kongo. 

## Morfologia
PokrójZimozielone i zdrewniałe liany dorastające do 40 m wysokości. Młode pędy są owłosione.
LiścieMają podłużny kształt. Mierzą 7,5–18 cm długości oraz 4–7,5 cm szerokości. Są skórzaste. Nasada liścia jest od zaokrąglonej do prawie sercowatej. Blaszka liściowa jest o krótko spiczastym wierzchołku. Ogonek liściowy jest mniej lub bardziej owłosiony i dorasta do 3–10 mm długości.
KwiatySą pojedyncze, rozwijają się w kątach pędów lub naprzeciwlegle do liści. Płatki mają owalny kształt i żółtą barwę z czerwonymi plamkami, osiągają do 4–5 cm długości. Pręciki mają krótki nitki pręcikowe (filamentum). Kwiaty mają owłosione owocolistki o cylindrycznym kształcie i długości 6 mm.
OwocePojedyncze mają jajowaty lub prawie kulisty kształt, zebrane w owoc zbiorowy. Osiągają 8–10 mm długości i 1–5 mm szerokości.

## Biologia i ekologia
Rośnie w wilgotnych lasach.